# Група армија Јужна Украјина
Група армија Јужна Украјина је била немачка армијска група на Источном фронту током Другог светског рата.
Група армија Јужна Украјина је основана 31. марта 1944. Борила се током Јаши-кишињевске офанзиве, и пошто је претрпела тешке губитке, утопила се у поново формирану групу армија Југ септембра 1944.

## Командири
- генерал фелдмаршал (Generalfeldmarschall) Фердинанд Шернер - 31. март 1944 — 25. јул 1944.
- генерал-пуковник (Generaloberst) Јоханес Фриснер - 25. јул 1944. - септембар 1944.